# Salomon Zeldenrust
Salomon Zeldenrust (n. 17 februarie 1884, Amsterdam, Țările de Jos – d. 20 iulie 1958, Knokke-Heist, Flandra, Belgia) a fost un scrimer olandez, medaliat olimpic. A participat la o ediție a Jocurilor Olimpice (1920) în care a câștigat o medalie de bronz.

## Participări
Lista de mai jos prezintă principalele competiții la care a participat Salomon Zeldenrust de-a lungul carierei.
- fencing at the 1920 Summer Olympics – men's team sabre[*]